# Scolecenchelys godeffroyi
Scolecenchelys godeffroyi är en fiskart som först beskrevs av Regan, 1909.  Scolecenchelys godeffroyi ingår i släktet Scolecenchelys och familjen Ophichthidae. Inga underarter finns listade i Catalogue of Life.